# Костянтинівська сільська рада (Каховський район)
Костянти́нівська сільська́ ра́да — адміністративно-територіальна одиниця та орган місцевого самоврядування в Горностаївському районі Херсонської області. Адміністративний центр — село Костянтинівка.

## Загальні відомості
Костянтинівська сільська рада утворена в 1943 році.
- Територія ради: 69 км²
- Населення ради: 2 012 особи (станом на 2001 рік)

## Населені пункти
Сільській раді були підпорядковані населені пункти:
- с. Костянтинівка
- с. Братолюбівка
- с. Миколаївка

## Склад ради
Рада складалася з 16 депутатів та голови.
- Голова ради: Копилов Сергій Іванович
- Секретар ради: Замотай Оксана Михайлівна

### Керівний склад попередніх скликань
| Прізвище, ім'я, по батькові | Основні відомості                                                                     | Дата обрання | Дата звільнення |
| --------------------------- | ------------------------------------------------------------------------------------- | ------------ | --------------- |
| Величко Геннадій Григорович | Сільський голова, 1948 року народження, безпартійний                                  | 26.03.2006   | 31.10.2010      |
| Копилов Сергій Іванович     | Сільський голова, 1954 року народження, освіта середня загальна, член Партії регіонів | 31.10.2010   |                 |

Примітка: таблиця складена за даними сайту Верховної Ради України

### Депутати
За результатами місцевих виборів 2010 року депутатами ради стали:

#### За суб'єктами висування
| Суб'єкт висування                                       | Кількість обраних депутатів | %    |
| ------------------------------------------------------- | --------------------------- | ---- |
| Партія регіонів                                         | 11                          | 68,8 |
| Політична партія Всеукраїнське об'єднання «Батьківщина» | 3                           | 18,8 |
| Комуністична партія України                             | 1                           | 6,3  |
| Партія Християнсько-Демократичний Союз                  | 1                           | 6,3  |

#### За округами
| № округу                                                | Прізвище, ім'я, по батькові     | Дата визнання обраним | Освіта  | Партійна приналежність                        | Відомості про обраного депутата                                                     |
| ------------------------------------------------------- | ------------------------------- | --------------------- | ------- | --------------------------------------------- | ----------------------------------------------------------------------------------- |
| Комуністична партія України                             |                                 |                       |         |                                               |                                                                                     |
| 8                                                       | Гапонюк Лариса Андріївна        | 03.11.2010            | вища    | член Комуністичної партії України             | ЗАТ «Фрідом Фарм Інт», комірник                                                     |
| Партія регіонів                                         |                                 |                       |         |                                               |                                                                                     |
| 2                                                       | Філімонова Людмила Іванівна     | 03.11.2010            | вища    | позапартійна                                  | Костянтинівський дитячий садок Ромашка, вихователь                                  |
| 4                                                       | Циганов Володимир Васильович    | 03.11.2010            | середня | член Партії регіонів                          | Фермерське господарство «Єлена», голова                                             |
| 5                                                       | Савченко Оксана Миколаївна      | 03.11.2010            | середня | член Партії регіонів                          | Костянтинівська сільська рада, касир — бухгалтер                                    |
| 7                                                       | Трачкар Світлана Володимирівна  | 03.11.2010            | вища    | член Партії регіонів                          | тимчасово не працює                                                                 |
| 9                                                       | Замотай Оксана Михайлівна       | 03.11.2010            | середня | член Партії регіонів                          | Костянтинівська сільська рада, секретар                                             |
| 11                                                      | Франк Тетяна Іванівна           | 03.11.2010            | вища    | позапартійна                                  | ДП ДАК «Хліб України» Братолюбівський елеватор, заступник головного бухгалтера      |
| 12                                                      | Запорожець Микола Васильович    | 03.11.2010            | середня | позапартійний                                 | ВАТ «Укртелеком», електромонтер                                                     |
| 13                                                      | Завірюха Анатолій Омелянович    | 03.11.2010            | середня | позапартійний                                 | ВАТ Херсонобленерго, водій                                                          |
| 14                                                      | Здоровець Микола Леонідович     | 03.11.2010            | вища    | позапартійний                                 | ТОВ ТД «Україна», агроном                                                           |
| 15                                                      | Гурнак Володимир Іванович       | 03.11.2010            | середня | член Партії регіонів                          | тимчасово не працює                                                                 |
| 16                                                      | Ланевич Катерина Кирилівна      | 03.11.2010            | середня | член Партії регіонів                          | тимчасово не працює                                                                 |
| Партія Християнсько-Демократичний Союз                  |                                 |                       |         |                                               |                                                                                     |
| 10                                                      | Тиморська Оксана Іванівна       | 03.11.2010            | середня | член Партії Християнсько-Демократичний Союз   | Костянтинівська загальноосвітня школа, заступник директора по господарській частині |
| Політична партія Всеукраїнське об'єднання «Батьківщина» |                                 |                       |         |                                               |                                                                                     |
| 1                                                       | Коляда Євгенія Ростиславівна    | 03.11.2010            | середня | член Всеукраїнського об'єднання «Батьківщина» | Приватне підприємство «Коляда», керівник                                            |
| 3                                                       | Бельдюгіна Тетяна Володимирівна | 03.11.2010            | середня | член Всеукраїнського об'єднання «Батьківщина» | Приватне підприємство «Бельдюгіна», керівник                                        |
| 6                                                       | Євдокимова Любов Петрівна       | 03.11.2010            | середня | член Всеукраїнського об'єднання «Батьківщина» | пенсіонер                                                                           |

## Населення
Згідно з переписом УРСР 1989 року чисельність наявного населення сільської ради становила 1978 осіб, з яких 935 чоловіків та 1043 жінки.
За переписом населення України 2001 року в сільській раді мешкали 1994 особи.

### Мова
Розподіл населення за рідною мовою за даними перепису 2001 року:
| Мова       | Відсоток |
| ---------- | -------- |
| українська | 96,42 %  |
| російська  | 2,83 %   |
| білоруська | 0,35 %   |
| молдовська | 0,20 %   |
| угорська   | 0,10 %   |
| румунська  | 0,05 %   |
| циганська  | 0,05 %   |